# Sam Schreck
Sam Francis Schreck (Pinneberg, 29 gennaio 1999) è un calciatore tedesco, centrocampista dell'Arminia Bielefeld.

## Carriera

### Club
Cresciuto nei settori giovanili di squadre come Amburgo e St. Pauli, nel 2016 arriva al Bayer Leverkusen. Il 29 novembre 2018 esordisce in prima squadra, nella partita di Europa League pareggiata per 1-1 contro il Ludogorec. Il 27 giugno 2019 viene acquistato dal Groningen, con cui firma un quadriennale.

### Nazionale
Ha giocato nelle nazionali giovanili tedesche Under-16, Under-17, Under-18, Under-19 ed Under-20.

## Statistiche

### Presenze e reti nei club
Statistiche aggiornate all'11 settembre 2019.
| Stagione        | Squadra          | Campionato      | Campionato | Campionato | Coppe nazionali | Coppe nazionali | Coppe nazionali | Coppe continentali | Coppe continentali | Coppe continentali | Altre coppe | Altre coppe | Altre coppe | Totale | Totale |
| Stagione        | Squadra          | Comp            | Pres       | Reti       | Comp            | Pres            | Reti            | Comp               | Pres               | Reti               | Comp        | Pres        | Reti        | Pres   | Reti   |
| --------------- | ---------------- | --------------- | ---------- | ---------- | --------------- | --------------- | --------------- | ------------------ | ------------------ | ------------------ | ----------- | ----------- | ----------- | ------ | ------ |
| 2018-2019       | Bayer Leverkusen | BL              | 0          | 0          | CG              | 0               | 0               | UEL                | 2                  | 0                  | -           | -           | -           | 2      | 0      |
| 2019-2020       | Groningen        | E               | 3          | 0          | CO              | 0               | 0               | -                  | -                  | -                  | -           | -           | -           | 3      | 0      |
| Totale carriera | Totale carriera  | Totale carriera | 3          | 0          |                 | 0               | 0               |                    | 2                  | 0                  |             | -           | -           | 5      | 0      |

## Palmarès

### Club

#### Competizioni nazionali
- 3. Liga: 1

Arminia Bielefeld: 2024-2025